# Opole Lubelskie
Opole Lubelskie ist eine Stadt im Powiat Opolski der Woiwodschaft Lublin in Polen. Die Stadt mit 8673 Einwohnern ist Sitz der gleichnamigen Stadt-und-Land-Gemeinde mit etwa 17.500 Einwohnern und des Powiats Opolski.

## Gemeinde
Zur Stadt-und-Land-Gemeinde gehören neben der Stadt 43 Ortschaften mit einem Schulzenamt.

## Geschichte
Am 15. Februar 1941 fuhr ein Deportationszug mit gefangengenommenen jüdischen Bürgerinnen aus Wien hierher in den von der Nationalsozialisten (Gestapo) eingerichteten „Jüdischen Wohnbezirk“, ein Sammellager im Rahmen des Holocaust. Ihm folgte ein zweiter am 26. Februar. In Opole wurden die Neuankömmlinge mit Kälte, Hunger, Unterbringung in Massenquartieren und unhaltbare sanitäre Verhältnisse konfrontiert. Sie starben rasch. Laut Tätigkeitsbericht der Jüdischen Sozialen Selbsthilfe vom 13. Februar 1942 für den Zeitraum vom 1. November 1941 bis 31. Jänner 1942 starben "in Opole im Laufe des verflossenen Jahres 18,8 % der Vorkriegseinwohner, 21,4 % unter den Aussiedlern aus Wien und 24 % der Aussiedler aus dem Generalgouvernement" (Aussiedler = von der SS deportierte Personen). Im Frühjahr 1942 begann die Ermordung der im „Ghetto“ Gefangenen. Am 31. März 1942 ging ein von der SS organisierte Zug in das Vernichtungslager Belzec ab, im Mai und Oktober 1942 folgten Deportationen in das Vernichtungslager Sobibor. Die meisten der von Wien nach Opole Deportierten wurden dabei ermordet. Von diesen 2003 Wiener Juden und Jüdinnen sind 28 Überlebende bekannt.

## Persönlichkeiten
- Domenico Merlini (1730–1797), Architekt des Klassizismus, entwarf das Palais in Opole Lubelskie
- Johann Vesque von Püttlingen (1803–1883), österreichischer Jurist und Komponist, geboren in Opole Lubelski
- Bruno Winawer (1883–1944), polnischer Schriftsteller, Komödienschreiber und Physiker, gestorben in Opole Lubelskie
- Małgorzata Ostrowska-Królikowska (* 1964), Schauspielerin, geboren in Opole Lubelski